# Liga Światowa w Piłce Siatkowej 2005
Liga Światowa w Piłce Siatkowej 2005 (ang. 2005 FIVB Volleyball World League) – 16. edycja międzynarodowego turnieju siatkarskiego zorganizowanego przez Międzynarodową Federację Piłki Siatkowej (FIVB) dla 12 narodowych reprezentacji.
Rywalizacja składała się z dwóch faz: fazy interkontynentalnej oraz turnieju finałowego. Faza interkontynentalna trwała od 27 maja do 3 lipca. Turniej finałowy rozegrany został w dniach 8-10 lipca w Belgradzkiej Arenie w Belgradzie.
Zwycięzcą Ligi Światowej 2005 została po raz piąty i trzeci raz z rzędu reprezentacja Brazylii, która w finale pokonała reprezentację Serbii i Czarnogóry. Brązowy medal zdobyła reprezentacja Kuby.
Pula nagród wyniosła 13 milionów dolarów. Zwycięzca otrzymał milion dolarów.

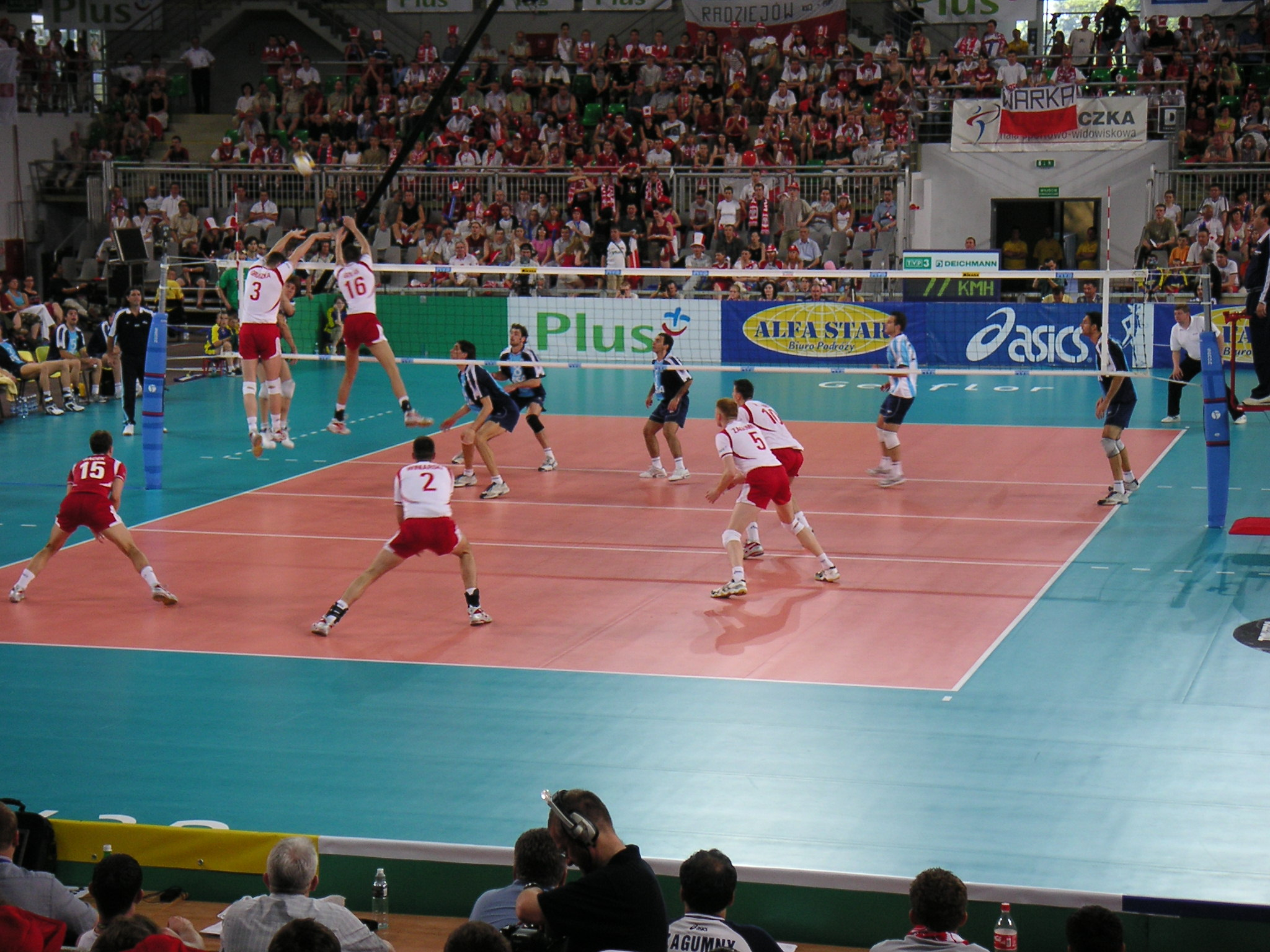
Polska-Argentyna - LŚ 2005 w Bydgoszczy

## Uczestnicy
| Grupa A                               | Grupa B                      | Grupa C                                     |
| ------------------------------------- | ---------------------------- | ------------------------------------------- |
| Brazylia Portugalia Wenezuela Japonia | Kuba Bułgaria Włochy Francja | Polska Serbia i Czarnogóra Argentyna Grecja |

## Faza interkontynentalna
Wszystkie godziny według czasu lokalnego.

### Grupa A
Tabela
| Lp. | Drużyna    | Pkt | Mecze | Mecze | Mecze | Małe punkty | Małe punkty | Małe punkty | Sety | Sety | Sety  |
| Lp. | Drużyna    | Pkt | M     | W     | P     | zdob.       | str.        | ratio       | wyg. | prz. | ratio |
| --- | ---------- | --- | ----- | ----- | ----- | ----------- | ----------- | ----------- | ---- | ---- | ----- |
| 1   | Brazylia   | 23  | 12    | 11    | 1     | 1031        | 892         | 1.156       | 33   | 9    | 3.667 |
| 2   | Portugalia | 18  | 12    | 6     | 6     | 935         | 910         | 1.027       | 21   | 19   | 1.105 |
| 3   | Wenezuela  | 17  | 12    | 5     | 7     | 935         | 966         | 0.968       | 19   | 22   | 0.864 |
| 4   | Japonia    | 14  | 12    | 2     | 10    | 885         | 1018        | 0.869       | 9    | 32   | 0.281 |

Źródło: FIVB (ang.)
Zasady ustalania kolejności: 1. liczba zdobytych punktów; 2. wyższy stosunek małych punktów; 3. wyższy stosunek setów.
Punktacja: zwycięstwo – 2 pkt; porażka – 1 pkt
     Awans do turnieju finałowego
Wyniki spotkań
| 1. KOLEJKA |
| ---------- |

Miejsce spotkań: Multiusos de Guimarães, Guimarães / Poliedro de Caracas, Caracas
| Data       | Godz. | Drużyna 1  | Wynik | Drużyna 2 | 1     | 2     | 3     | 4     | 5     | Razem   | Czas | Widzów | *      |
| ---------- | ----- | ---------- | ----- | --------- | ----- | ----- | ----- | ----- | ----- | ------- | ---- | ------ | ------ |
| 28.05.2005 | 16:00 | Portugalia | 3:0   | Japonia   | 25:22 | 27:25 | 25:22 |       |       | 77:69   | 1:26 | 1070   | raport |
| 29.05.2005 | 16:00 | Portugalia | 3:1   | Japonia   | 22:25 | 25:19 | 25:21 | 25:20 |       | 97:85   | 1:50 | 515    | raport |
| 28.05.2005 | 15:00 | Wenezuela  | 1:3   | Brazylia  | 19:25 | 34:32 | 22:25 | 35:37 |       | 110:119 | 2:03 | 4860   | raport |
| 29.05.2005 | 12:00 | Wenezuela  | 2:3   | Brazylia  | 25:23 | 21:25 | 10:25 | 25:20 | 13:15 | 94:108  | 1:48 | 5130   | raport |

| 2. KOLEJKA |
| ---------- |

Miejsce spotkań: Complexo Municipal dos Desportos, Almada / Poliedro de Caracas, Caracas
| Data       | Godz. | Drużyna 1  | Wynik | Drużyna 2 | 1     | 2     | 3     | 4     | 5 | Razem  | Czas | Widzów | *      |
| ---------- | ----- | ---------- | ----- | --------- | ----- | ----- | ----- | ----- | - | ------ | ---- | ------ | ------ |
| 04.06.2005 | 16:00 | Portugalia | 0:3   | Brazylia  | 16:25 | 22:25 | 23:25 |       |   | 61:75  | 1:13 | 2970   | raport |
| 05.06.2005 | 16:00 | Portugalia | 3:0   | Brazylia  | 25:22 | 25:20 | 25:23 |       |   | 75:65  | 1:27 | 3600   | raport |
| 04.06.2005 | 15:00 | Wenezuela  | 3:1   | Japonia   | 22:25 | 28:26 | 25:21 | 25:21 |   | 100:93 | 1:44 | 10100  | raport |
| 05.06.2005 | 12:00 | Wenezuela  | 3:0   | Japonia   | 31:29 | 25:22 | 25:21 |       |   | 81:72  | 1:17 | 11000  | raport |

| 3. KOLEJKA |
| ---------- |

Miejsce spotkań: Gifu Memorial Center, Gifu / Pavilhão Municipal de Desportos, Vila do Conde
| Data       | Godz. | Drużyna 1  | Wynik | Drużyna 2 | 1     | 2     | 3     | 4     | 5 | Razem  | Czas | Widzów | *      |
| ---------- | ----- | ---------- | ----- | --------- | ----- | ----- | ----- | ----- | - | ------ | ---- | ------ | ------ |
| 11.06.2005 | 14:00 | Japonia    | 0:3   | Brazylia  | 24:26 | 20:25 | 21:25 |       |   | 65:76  | 1:18 | 4346   | raport |
| 12.06.2005 | 13:00 | Japonia    | 1:3   | Brazylia  | 17:25 | 19:25 | 29:27 | 18:25 |   | 83:102 | 1:43 | 4639   | raport |
| 11.06.2005 | 16:00 | Portugalia | 3:0   | Wenezuela | 25:18 | 25:21 | 25:14 |       |   | 75:53  | 1:19 | 2325   | raport |
| 12.06.2005 | 16:00 | Portugalia | 3:0   | Wenezuela | 25:23 | 25:23 | 25:21 |       |   | 75:67  | 1:28 | 2715   | raport |

| 4. KOLEJKA |
| ---------- |

Miejsce spotkań: Ginásio Nilson Nelson, Brasília / Yoyogi National Gymnasium, Tokio
| Data       | Godz. | Drużyna 1 | Wynik | Drużyna 2  | 1     | 2     | 3     | 4     | 5 | Razem | Czas | Widzów | *      |
| ---------- | ----- | --------- | ----- | ---------- | ----- | ----- | ----- | ----- | - | ----- | ---- | ------ | ------ |
| 18.06.2005 | 10:00 | Brazylia  | 3:1   | Portugalia | 26:24 | 25:23 | 20:25 | 25:18 |   | 96:90 | 1:47 | 19080  | raport |
| 19.06.2005 | 10:00 | Brazylia  | 3:0   | Portugalia | 25:21 | 25:20 | 25:23 |       |   | 75:64 | 1:15 | 19080  | raport |
| 18.06.2005 | 15:00 | Japonia   | 0:3   | Wenezuela  | 22:25 | 18:25 | 20:25 |       |   | 60:75 | 1:20 | 2100   | raport |
| 19.06.2005 | 14:00 | Japonia   | 0:3   | Wenezuela  | 21:25 | 21:25 | 21:25 |       |   | 63:75 | 1:19 | 2300   | raport |

| 5. KOLEJKA |
| ---------- |

Miejsce spotkań: Ginásio do Ibirapuera, São Paulo / Poliedro de Caracas, Caracas
| Data       | Godz. | Drużyna 1 | Wynik | Drużyna 2  | 1     | 2     | 3     | 4 | 5 | Razem | Czas | Widzów | *      |
| ---------- | ----- | --------- | ----- | ---------- | ----- | ----- | ----- | - | - | ----- | ---- | ------ | ------ |
| 25.06.2005 | 10:00 | Brazylia  | 3:0   | Japonia    | 25:16 | 25:14 | 25:18 |   |   | 75:48 | 1:15 | 10730  | raport |
| 26.06.2005 | 10:00 | Brazylia  | 3:0   | Japonia    | 25:20 | 25:16 | 25:23 |   |   | 75:59 | 1:17 | 10730  | raport |
| 24.06.2005 | 15:00 | Wenezuela | 0:3   | Portugalia | 20:25 | 20:25 | 22:25 |   |   | 62:75 | 1:27 | 8200   | raport |
| 26.06.2005 | 12:00 | Wenezuela | 3:0   | Portugalia | 25:20 | 25:22 | 25:19 |   |   | 75:61 | 1:13 | 7300   | raport |

| 6. KOLEJKA |
| ---------- |

Miejsce spotkań: Ginásio Poliesportivo Divino Braga, Betim / Yoyogi National Gymnasium, Tokio
| Data       | Godz. | Drużyna 1 | Wynik | Drużyna 2  | 1     | 2     | 3     | 4     | 5     | Razem   | Czas | Widzów | *      |
| ---------- | ----- | --------- | ----- | ---------- | ----- | ----- | ----- | ----- | ----- | ------- | ---- | ------ | ------ |
| 02.07.2005 | 10:00 | Brazylia  | 3:0   | Wenezuela  | 25:16 | 25:20 | 25:21 |       |       | 75:57   | 1:18 | 8000   | raport |
| 03.07.2005 | 10:00 | Brazylia  | 3:1   | Wenezuela  | 25:22 | 15:25 | 25:22 | 25:17 |       | 90:86   | 1:46 | 8000   | raport |
| 02.07.2005 | 15:00 | Japonia   | 3:2   | Portugalia | 18:25 | 20:25 | 27:25 | 26:24 | 16:14 | 107:113 | 2:04 | 3950   | raport |
| 03.07.2005 | 14:00 | Japonia   | 3:0   | Portugalia | 25:21 | 25:22 | 31:29 |       |       | 81:72   | 1:26 | 3425   | raport |

### Grupa B
Tabela
| Lp. | Drużyna  | Pkt | Mecze | Mecze | Mecze | Małe punkty | Małe punkty | Małe punkty | Sety | Sety | Sety  |
| Lp. | Drużyna  | Pkt | M     | W     | P     | zdob.       | str.        | ratio       | wyg. | prz. | ratio |
| --- | -------- | --- | ----- | ----- | ----- | ----------- | ----------- | ----------- | ---- | ---- | ----- |
| 1   | Kuba     | 20  | 12    | 8     | 4     | 1071        | 1028        | 1.042       | 29   | 17   | 1.706 |
| 2   | Bułgaria | 18  | 12    | 6     | 6     | 1112        | 1067        | 1.042       | 27   | 22   | 1.227 |
| 3   | Włochy   | 18  | 12    | 6     | 6     | 1055        | 1073        | 0.983       | 22   | 26   | 0.846 |
| 4   | Francja  | 16  | 12    | 4     | 8     | 1005        | 1075        | 0.935       | 17   | 30   | 0.567 |

Źródło: FIVB (ang.)
Zasady ustalania kolejności: 1. liczba zdobytych punktów; 2. wyższy stosunek małych punktów; 3. wyższy stosunek setów.
Punktacja: zwycięstwo – 2 pkt; porażka – 1 pkt
     Awans do turnieju finałowego
Wyniki spotkań
| 1. KOLEJKA |
| ---------- |

Miejsce spotkań: Pałac Kultury i Sportu, Warna / PalaMinardi, Ragusa (27 maja), PalaCatania, Katania (28 maja)
| Data       | Godz. | Drużyna 1 | Wynik | Drużyna 2 | 1     | 2     | 3     | 4     | 5 | Razem | Czas | Widzów | *      |
| ---------- | ----- | --------- | ----- | --------- | ----- | ----- | ----- | ----- | - | ----- | ---- | ------ | ------ |
| 27.05.2005 | 18:00 | Bułgaria  | 1:3   | Kuba      | 24:26 | 25:16 | 20:25 | 19:25 |   | 88:92 | 1:44 | 5200   | raport |
| 29.05.2005 | 20:30 | Bułgaria  | 0:3   | Kuba      | 20:25 | 24:26 | 23:25 |       |   | 67:76 | 1:22 | 5200   | raport |
| 27.05.2005 | 20:30 | Włochy    | 0:3   | Francja   | 24:26 | 17:25 | 22:25 |       |   | 63:76 | 1:19 | 4700   | raport |
| 29.05.2005 | 16:00 | Włochy    | 3:0   | Francja   | 25:18 | 25:18 | 25:13 |       |   | 75:49 | 1:08 | 5100   | raport |

| 2. KOLEJKA |
| ---------- |

Miejsce spotkań: Palais des sports de Beaulieu, Nantes / PalaPiantanida, Busto Arsizio (3 czerwca), PalaCandy, Monza (4 czerwca)
| Data       | Godz. | Drużyna 1 | Wynik | Drużyna 2 | 1     | 2     | 3     | 4     | 5     | Razem   | Czas | Widzów | *      |
| ---------- | ----- | --------- | ----- | --------- | ----- | ----- | ----- | ----- | ----- | ------- | ---- | ------ | ------ |
| 03.06.2005 | 19:00 | Francja   | 3:2   | Bułgaria  | 25:20 | 18:25 | 25:21 | 21:25 | 15:13 | 104:104 | 2:04 | 3914   | raport |
| 04.06.2005 | 18:30 | Francja   | 0:3   | Bułgaria  | 24:26 | 19:25 | 15:25 |       |       | 58:76   | 1:20 | 4222   | raport |
| 03.06.2005 | 20:30 | Włochy    | 1:3   | Kuba      | 26:24 | 18:25 | 20:25 | 22:25 |       | 86:99   | 1:46 | 5100   | raport |
| 05.06.2005 | 18:30 | Włochy    | 3:1   | Kuba      | 25:18 | 25:20 | 19:25 | 25:16 |       | 94:79   | 1:44 | 5600   | raport |

| 3. KOLEJKA |
| ---------- |

Miejsce spotkań: PalaMaggetti, Roseto degli Abruzzi (10 czerwca), PalaRossini, Ankona (12 czerwca) / Palais des sports Jean-Weille, Nancy (11 czerwca), Les Arènes, Metz (12 czerwca)
| Data       | Godz. | Drużyna 1 | Wynik | Drużyna 2 | 1     | 2     | 3     | 4     | 5     | Razem   | Czas | Widzów | *      |
| ---------- | ----- | --------- | ----- | --------- | ----- | ----- | ----- | ----- | ----- | ------- | ---- | ------ | ------ |
| 10.06.2005 | 20:30 | Włochy    | 2:3   | Bułgaria  | 25:18 | 29:31 | 10:25 | 25:20 | 13:15 | 102:109 | 2:09 | 5100   | raport |
| 12.06.2005 | 18:30 | Włochy    | 3:2   | Bułgaria  | 25:19 | 24:26 | 15:25 | 25:19 | 17:15 | 106:104 | 2:05 | 5600   | raport |
| 11.06.2005 | 21:00 | Francja   | 0:3   | Kuba      | 24:26 | 23:25 | 20:25 |       |       | 67:76   | 1:23 | 4285   | raport |
| 12.06.2005 | 18:00 | Francja   | 3:2   | Kuba      | 25:19 | 18:25 | 20:25 | 25:21 | 15:7  | 103:97  | 2:03 | 2781   | raport |

| 4. KOLEJKA |
| ---------- |

Miejsce spotkań: Palais des Sports Pierre Mendès, Grenoble (17 czerwca), Palais des Sports de Gerland, Lyon (18 czerwca) / Coliseo de la Ciudad Deportiva, Hawana
| Data       | Godz. | Drużyna 1 | Wynik | Drużyna 2 | 1     | 2     | 3     | 4     | 5     | Razem   | Czas | Widzów | *      |
| ---------- | ----- | --------- | ----- | --------- | ----- | ----- | ----- | ----- | ----- | ------- | ---- | ------ | ------ |
| 17.06.2005 | 20:30 | Francja   | 2:3   | Włochy    | 25:19 | 25:18 | 24:26 | 17:25 | 13:15 | 104:103 | 2:08 | 4920   | raport |
| 18.06.05   | 17:00 | Francja   | 2:3   | Włochy    | 25:21 | 21:25 | 22:25 | 26:24 | 13:15 | 107:110 | 2:08 | 3980   | raport |
| 17.06.2005 | 20:40 | Kuba      | 1:3   | Bułgaria  | 22:25 | 25:19 | 20:25 | 22:25 |       | 89:94   | 1:43 | 14500  | raport |
| 18.06.2005 | 20:40 | Kuba      | 3:2   | Bułgaria  | 27:25 | 21:25 | 23:25 | 25:21 | 15:9  | 111:105 | 2:04 | 6220   | raport |

| 5. KOLEJKA |
| ---------- |

Miejsce spotkań: Pałac Kultury i Sportu, Warna / Coliseo de la Ciudad Deportiva, Hawana
| Data       | Godz. | Drużyna 1 | Wynik | Drużyna 2 | 1     | 2     | 3     | 4     | 5     | Razem   | Czas | Widzów | *      |
| ---------- | ----- | --------- | ----- | --------- | ----- | ----- | ----- | ----- | ----- | ------- | ---- | ------ | ------ |
| 24.06.2005 | 18:00 | Bułgaria  | 3:0   | Francja   | 25:19 | 25:21 | 29:27 |       |       | 79:67   | 1:18 | 5900   | raport |
| 26.06.2005 | 20:30 | Bułgaria  | 2:3   | Francja   | 25:21 | 22:25 | 25:23 | 23:25 | 11:15 | 106:109 | 2:01 | 6200   | raport |
| 24.06.2005 | 20:40 | Kuba      | 3:0   | Włochy    | 25:21 | 25:19 | 25:21 |       |       | 75:61   | 1:16 | 15800  | raport |
| 25.06.2005 | 20:40 | Kuba      | 1:3   | Włochy    | 20:25 | 25:23 | 27:29 | 19:25 |       | 91:102  | 1:46 | 16000  | raport |

| 6. KOLEJKA |
| ---------- |

Miejsce spotkań: Pałac Kultury i Sportu, Warna / Coliseo de la Ciudad Deportiva, Hawana
| Data       | Godz. | Drużyna 1 | Wynik | Drużyna 2 | 1     | 2     | 3     | 4     | 5 | Razem  | Czas | Widzów | *      |
| ---------- | ----- | --------- | ----- | --------- | ----- | ----- | ----- | ----- | - | ------ | ---- | ------ | ------ |
| 01.07.2005 | 18:00 | Bułgaria  | 3:1   | Włochy    | 30:32 | 25:17 | 25:23 | 25:21 |   | 105:93 | 1:49 | 5200   | raport |
| 03.07.2005 | 20:30 | Bułgaria  | 3:0   | Włochy    | 25:21 | 25:20 | 25:19 |       |   | 75:60  | 1:14 | 5920   | raport |
| 01.07.2005 | 20:40 | Kuba      | 3:0   | Francja   | 33:31 | 33:31 | 25:12 |       |   | 91:74  | 1:30 | 15300  | raport |
| 02.07.2005 | 20:40 | Kuba      | 3:1   | Francja   | 20:25 | 25:22 | 25:19 | 25:21 |   | 95:87  | 1:41 | 9500   | raport |

### Grupa C
Tabela
| Lp. | Drużyna             | Pkt | Mecze | Mecze | Mecze | Małe punkty | Małe punkty | Małe punkty | Sety | Sety | Sety  |
| Lp. | Drużyna             | Pkt | M     | W     | P     | zdob.       | str.        | ratio       | wyg. | prz. | ratio |
| --- | ------------------- | --- | ----- | ----- | ----- | ----------- | ----------- | ----------- | ---- | ---- | ----- |
| 1   | Polska              | 21  | 12    | 9     | 3     | 1151        | 1114        | 1.033       | 32   | 19   | 1.684 |
| 2   | Serbia i Czarnogóra | 19  | 12    | 7     | 5     | 1124        | 1126        | 0.998       | 26   | 23   | 1.130 |
| 3   | Grecja              | 17  | 12    | 5     | 7     | 1034        | 1004        | 1.030       | 22   | 24   | 0.917 |
| 4   | Argentyna           | 15  | 12    | 3     | 9     | 1100        | 1165        | 0.944       | 18   | 32   | 0.563 |

Źródło: FIVB (ang.)
Zasady ustalania kolejności: 1. liczba zdobytych punktów; 2. wyższy stosunek małych punktów; 3. wyższy stosunek setów.
Punktacja: zwycięstwo – 2 pkt; porażka – 1 pkt
     Awans do turnieju finałowego
     Gospodarz turnieju finałowego
Wyniki spotkań
| 1. KOLEJKA |
| ---------- |

Miejsce spotkań: Łuczniczka, Bydgoszcz / Arena Pokoju i Przyjaźni, Pireus
| Data       | Godz. | Drużyna 1 | Wynik | Drużyna 2           | 1     | 2     | 3     | 4     | 5 | Razem | Czas | Widzów | *      |
| ---------- | ----- | --------- | ----- | ------------------- | ----- | ----- | ----- | ----- | - | ----- | ---- | ------ | ------ |
| 27.05.2005 | 19:00 | Polska    | 3:1   | Argentyna           | 25:20 | 23:25 | 25:23 | 25:23 |   | 98:91 | 2:14 | 6898   | raport |
| 28.05.2005 | 15:00 | Polska    | 3:1   | Argentyna           | 19:25 | 25:22 | 25:21 | 25:22 |   | 94:90 | 2:09 | 5640   | raport |
| 27.05.2005 | 21:00 | Grecja    | 3:0   | Serbia i Czarnogóra | 26:24 | 25:18 | 25:21 |       |   | 76:63 | 1:23 | 2000   | raport |
| 28.05.2005 | 21:00 | Grecja    | 3:1   | Serbia i Czarnogóra | 23:25 | 25:22 | 25:16 | 25:19 |   | 98:82 | 1:50 | 2500   | raport |

| 2. KOLEJKA |
| ---------- |

Miejsce spotkań: Hala Sportowa MOSiR, Łódź / Estadio Luna Park, Buenos Aires
| Data       | Godz. | Drużyna 1 | Wynik | Drużyna 2           | 1     | 2     | 3     | 4     | 5     | Razem   | Czas | Widzów | *      |
| ---------- | ----- | --------- | ----- | ------------------- | ----- | ----- | ----- | ----- | ----- | ------- | ---- | ------ | ------ |
| 03.06.2005 | 19:00 | Polska    | 3:2   | Grecja              | 17:25 | 25:23 | 19:25 | 25:20 | 15:13 | 101:106 | 2:20 | 9028   | raport |
| 04.06.2005 | 15:00 | Polska    | 3:0   | Grecja              | 26:24 | 25:17 | 27:25 |       |       | 78:66   | 1:39 | 8628   | raport |
| 03.06.2005 | 21:00 | Argentyna | 1:3   | Serbia i Czarnogóra | 23:25 | 20:25 | 25:19 | 24:26 |       | 92:95   | 1:57 | 10460  | raport |
| 05.06.2005 | 18:00 | Argentyna | 3:2   | Serbia i Czarnogóra | 20:25 | 25:23 | 17:25 | 25:14 | 15:11 | 102:98  | 1:54 | 11880  | raport |

| 3. KOLEJKA |
| ---------- |

Miejsce spotkań: Estadio Luna Park, Buenos Aires / SPC "Wojwodina", Nowy Sad (11 czerwca), Hala Pionir, Belgrad (12 czerwca)
| Data       | Godz. | Drużyna 1           | Wynik | Drużyna 2 | 1     | 2     | 3     | 4     | 5     | Razem   | Czas | Widzów | *      |
| ---------- | ----- | ------------------- | ----- | --------- | ----- | ----- | ----- | ----- | ----- | ------- | ---- | ------ | ------ |
| 10.06.2005 | 21:00 | Argentyna           | 1:3   | Grecja    | 21:25 | 19:25 | 25:19 | 14:25 |       | 79:94   | 1:50 | 11000  | raport |
| 12.06.2005 | 18:00 | Argentyna           | 3:2   | Grecja    | 17:25 | 23:25 | 25:23 | 30:28 | 15:13 | 110:114 | 2:28 | 11900  | raport |
| 11.06.2005 | 20:00 | Serbia i Czarnogóra | 3:2   | Polska    | 30:28 | 16:25 | 25:23 | 22:25 | 21:19 | 114:120 | 2:54 | 2500   | raport |
| 12.06.2005 | 20:00 | Serbia i Czarnogóra | 1:3   | Polska    | 19:25 | 22:25 | 25:22 | 24:26 |       | 90:98   | 1:55 | 3500   | raport |

| 4. KOLEJKA |
| ---------- |

Miejsce spotkań: Arena Pokoju i Przyjaźni, Pireus / Hala Pionir, Belgrad (18 czerwca), SPC "Wojwodina", Nowy Sad (19 czerwca)
| Data       | Godz. | Drużyna 1           | Wynik | Drużyna 2 | 1     | 2     | 3     | 4     | 5     | Razem   | Czas | Widzów | *      |
| ---------- | ----- | ------------------- | ----- | --------- | ----- | ----- | ----- | ----- | ----- | ------- | ---- | ------ | ------ |
| 17.06.2005 | 21:00 | Grecja              | 2:3   | Polska    | 25:19 | 21:25 | 18:25 | 25:18 | 13:15 | 102:102 | 2:11 | 2'500  | raport |
| 19.06.2005 | 22:00 | Grecja              | 3:1   | Polska    | 25:18 | 17:25 | 26:24 | 25:16 |       | 93:83   | 1:58 | 3500   | raport |
| 18.06.2005 | 20:00 | Serbia i Czarnogóra | 3:1   | Argentyna | 22:25 | 25:18 | 25:17 | 25:21 |       | 97:81   | 1:43 | 4150   | raport |
| 19.06.2005 | 20:00 | Serbia i Czarnogóra | 3:2   | Argentyna | 25:21 | 32:30 | 27:29 | 17:25 | 34:32 | 135:137 | 2:25 | 4400   | raport |

| 5. KOLEJKA |
| ---------- |

Miejsce spotkań: Spodek, Katowice / Aleksandrio Melatron Nikos Galis Sala, Saloniki
| Data       | Godz. | Drużyna 1 | Wynik | Drużyna 2           | 1     | 2     | 3     | 4     | 5     | Razem   | Czas | Widzów | *      |
| ---------- | ----- | --------- | ----- | ------------------- | ----- | ----- | ----- | ----- | ----- | ------- | ---- | ------ | ------ |
| 24.06.2005 | 19:00 | Polska    | 3:1   | Serbia i Czarnogóra | 20:25 | 25:17 | 25:23 | 25:20 |       | 95:85   | 1:54 | 10285  | raport |
| 25.06.2005 | 15:00 | Polska    | 2:3   | Serbia i Czarnogóra | 25:23 | 25:23 | 20:25 | 21:25 | 10:15 | 101:111 | 2:15 | 11378  | raport |
| 24.06.2005 | 21:00 | Grecja    | 3:0   | Argentyna           | 25:20 | 25:20 | 25:22 |       |       | 75:62   | 1:21 | 2150   | raport |
| 26.06.2005 | 22:00 | Grecja    | 1:3   | Argentyna           | 25:15 | 22:25 | 17:25 | 20:25 |       | 84:90   | 1:42 | 2500   | raport |

| 6. KOLEJKA |
| ---------- |

Miejsce spotkań: SPC "Wojwodina", Nowy Sad (1 lipca), Hala Pionir, Belgrad (2 lipca) / Estadio Cubierto Claudio Newell, Rosario
| Data       | Godz. | Drużyna 1           | Wynik | Drużyna 2 | 1     | 2     | 3     | 4     | 5     | Razem   | Czas | Widzów | *      |
| ---------- | ----- | ------------------- | ----- | --------- | ----- | ----- | ----- | ----- | ----- | ------- | ---- | ------ | ------ |
| 01.07.2005 | 20:00 | Serbia i Czarnogóra | 3:0   | Grecja    | 27:25 | 25:22 | 25:17 |       |       | 77:64   | 1:20 | 3500   | raport |
| 02.07.2005 | 20:00 | Serbia i Czarnogóra | 3:0   | Grecja    | 25:15 | 25:22 | 27:25 |       |       | 77:62   | 1:18 | 4275   | raport |
| 01.07.2005 | 21:00 | Argentyna           | 0:3   | Polska    | 21:25 | 19:25 | 20:25 |       |       | 60:75   | 1:31 | 6750   | raport |
| 03.07.2005 | 18:00 | Argentyna           | 2:3   | Polska    | 23:25 | 23:25 | 25:21 | 25:20 | 10:15 | 106:106 | 2:15 | 6800   | raport |

## Turniej finałowy
Miejsce turnieju:  Serbia i Czarnogóra – Belgradzka Arena, Belgrad

Wszystkie godziny według strefy czasowej UTC+02:00.

### Mecze o rozstawienie
| Data       | Godz. | Drużyna 1           | Wynik | Drużyna 2 | 1     | 2     | 3     | 4     | 5     | Razem   | Czas | Widzów | *      |
| ---------- | ----- | ------------------- | ----- | --------- | ----- | ----- | ----- | ----- | ----- | ------- | ---- | ------ | ------ |
| 08.07.2005 | 17:00 | Kuba                | 2:3   | Polska    | 25:23 | 24:26 | 16:25 | 25:22 | 13:15 | 103:111 | 2:09 | 2480   | raport |
| 08.07.2005 | 20:00 | Serbia i Czarnogóra | 1:3   | Brazylia  | 21:25 | 25:23 | 24:26 | 21:25 |       | 91:99   | 1:50 | 7970   | raport |

### Półfinały
| Data       | Godz. | Drużyna 1 | Wynik | Drużyna 2           | 1     | 2     | 3     | 4     | 5    | Razem   | Czas | Widzów | *      |
| ---------- | ----- | --------- | ----- | ------------------- | ----- | ----- | ----- | ----- | ---- | ------- | ---- | ------ | ------ |
| 09.07.2005 | 17:00 | Kuba      | 1:3   | Brazylia            | 18:25 | 19:25 | 25:22 | 23:25 |      | 85:97   | 1:46 | 2860   | raport |
| 09.07.2005 | 20:00 | Polska    | 2:3   | Serbia i Czarnogóra | 26:24 | 25:19 | 23:25 | 20:25 | 8:15 | 102:108 | 2:15 | 7360   | raport |

### Mecz o 3 miejsce
| Data       | Godz. | Drużyna 1 | Wynik | Drużyna 2 | 1     | 2     | 3     | 4     | 5     | Razem   | Czas | Widzów | *      |
| ---------- | ----- | --------- | ----- | --------- | ----- | ----- | ----- | ----- | ----- | ------- | ---- | ------ | ------ |
| 10.07.2005 | 16:00 | Kuba      | 3:2   | Polska    | 25:23 | 22:25 | 24:26 | 25:18 | 15:13 | 111:105 | 2:11 | 4150   | raport |

### Finał
| Data       | Godz. | Drużyna 1 | Wynik | Drużyna 2           | 1     | 2     | 3     | 4     | 5 | Razem | Czas | Widzów | *      |
| ---------- | ----- | --------- | ----- | ------------------- | ----- | ----- | ----- | ----- | - | ----- | ---- | ------ | ------ |
| 10.07.2005 | 19:00 | Brazylia  | 3:1   | Serbia i Czarnogóra | 14:25 | 25:14 | 25:19 | 25:16 |   | 89:74 | 1:39 | 18140  | raport |

## Klasyfikacja końcowa
| Miejsce | Reprezentacja       |
| ------- | ------------------- |
| złoto   | Brazylia            |
| srebro  | Serbia i Czarnogóra |
| brąz    | Kuba                |
| 4       | Polska              |
| 5       | Bułgaria            |
| 5       | Portugalia          |
| 7       | Grecja              |
| 7       | Wenezuela           |
| 7       | Włochy              |
| 10      | Argentyna           |
| 10      | Francja             |
| 10      | Japonia             |

## Nagrody indywidualne
| MVP                   | Ivan Miljković     |
| Najlepszy punktujący  | Ivan Miljković     |
| Najlepszy atakujący   | Henry Bell Cisnero |
| Najlepszy blokujący   | Dante Amaral       |
| Najlepszy zagrywający | Ivan Miljković     |
| Najlepszy libero      | Marko Samardžić    |
| Źródło:               |                    |